# هل أقتل زوجي (فلم)
هل أقتل زوجي فيلم سينمائي مصري من إنتاج العام 1958.

## قصة الفيلم
(سامية) زوجة وأم تحيا في سعادة بالغة مع زوجها المهندس الناجح (مجدى) وطفليها، وفي يوم عيد زواجها يذهب طفليها للمدرسة، ويذهب زوجها لعمله، بينما تبقى هي بالمنزل مع الخادم (عبده)، ويأتى ضيف ثقيل، يخبرها انه (سليم) ابن عم زوجها، وأخبرها أن زوجها أتم تعليمه في سويسرا، وأن شقيقه (سيد) الذي فشل في التعليم بسبب سوء خلقه، قد قتل والده وهرب، وحكم عليه بالإعدام غيابيا، وقال لها: هذا ماتعلمين ولكن الحقيقة أن (مجدى) قد مات في سويسرا، وان الذي تعيشين معه الآن هو القاتل (سيد)، الذي انتحل شخصية (مجدى) حتى يرث ثروة أبيه فانا الوارث الوحيد، وقال لها انه يعرف ان زوجها قد كتب كل أملاكه بإسمها، وساومها للتنازل عن بعض تلك الممتلكات بيع صورى، بدل المحاكم والقبض على زوجها وإعدامه، ولكن (ساميه) لم تصدقه، فعرض عليها بعض المستندات وبصمات القاتل، وحذرها من إبلاغ زوجها، حتى لا يقتله ويقتلها لإخفاء سره. عاشت (ساميه) في جحيم، تشك في كل تصرفات زوجها وتتخيل انه سيقتلها، وفكرت في قتله اولا، وفي أحد الأيام شاهد الخادم (عبده) (سليم) مختبئا في حجرة النوم، فآثر الصمت حتى لا يخرب البيت. كان (سليم) يعيش في أحد الشقق المفروشة، وتصرف عليه الراقصة (انشراح) التي تحبه، وعندما علمت بموضوع زوجة ابن عمه ارادت رؤيتها فأخبرها انها من عائلة محترمة، لا تسهر في الكباريهات، ولكن (انشراح) أرسلت دعوة للمهندس (مجدى)، باعتبار ان المدعوين من رجال الأعمال، فذهب (مجدى) ومعه (ساميه)، وكان (سليم) متواجدا بالكباريه، فأرسل جواب إلى (ساميه) سرا عن طريق الجرسون قرأته ثم مزقته، وجمعه (مجدى) بعد ذلك ليقرأ جواب من حبيب لحبيبته، يتفق معها على كيفية التخلص من الزوج، وساور الشك عقل (مجدى)، ولكن الخادم (عبده) أكد له ظنونه بعد ان أخبره بما رأى فقرر (مجدى) قتل زوجته (ساميه)، ولكنه لاحظ ان الخط المكتوب به الجواب، هو خط شقيقه (سيد) القاتل الهارب، فأسرع للمنزل لحماية زوجته. بينما إحتارت (ساميه)، هل تقتل زوجها الذي أحبته، لتحمى أولادها منه، ولكن تفكيرها هداها لقتل (سليم) ثم الانتحار، وكتبت جواب بهذا المعنى، وتركته (لمجدى) مع عنوان (سليم)، وعندما قرأ الجواب أسرع للعنوان المذكور مع إبلاغ البوليس، بينما ساور الشك عقل (سليم) فإنتزع حقيبتها وبها المسدس، وحاول اغتصابها، ولكنه نظر من الشباك ليجد الشرطة، فقام بتقييد (ساميه) وتكميم فمها، ثم هرب، وصعد لأعلى، ولكن الشرطة أطلقت عليه النار وتمكن (مجدى) من إنقاذ (ساميه).

## فريق العمل[6]
- قصة وسيناريو وحوار: محمد كامل حسن المحامي
- إخراج: حسام الدين مصطفي
- إنتاج: أفلام حسام
- مخرج مساعد: سيمون صالح، إبراهيم حلمي، مصطفي سمهان
- مونتاج: حسن حلمي (حسنوف)

## بطولة
- محسن سرحان (مجدي)
- سميرة احمد (سامية)
- توفيق الدقن (سليم، سيد)
- سهير البابلي (عنايات)
- صلاح نظمي (حسين)
- كيتي (الراقصة إنشراح)
- عبدالغني النجدي (عبدة)
- نبيل الزقزوقي (ابن سامية)
- نادية حبيب (ابنة سامية)
- زين العابدين سالم
- حسين إسماعيل
- سميرة حسين
- فايق بهجت (خادم سليم)